# Рапай, Николай Павлович
Николай Павлович Рапай (13 декабря 1928 — 20 июня 2021) — советский и украинский скульптор. Заслуженный деятель искусств Украины (1993). Член Союза художников УССР (1963).

## Биография
В 1951 году Н. Рапай окончил Одесское художественное училище, а в 1958 году — Киевский художественный институт (ныне Национальная академия изобразительного искусства и архитектуры). Учился у таких педагогов, как М. Г. Лысенко.
В 1963 году вступил в Национальный союз художников Украины.

## Избранные работы

### Портреты
- Портрет Ю. Титова (1967)
- Портрет Д. Павлычко
- Портрет М. Дерегуса
- Портрет Леся Курбаса (1987)
- Портрет Д. Лидера (1987)
- Портрет В. Саенко (1991)
- Портрет Вольфганга Амадея Моцарта (1991)

### Скульптуры
- Скульптура «Урожай» (1960)
- Скульптура «Колхозница» (1961)
- Скульптура «Ярослав Мудрый» (1996)
- Скульптура «Утро» (1998)

### Памятники
- Памятник «Евангелисты» (1996)
- Памятник Анатолию Соловьяненко (2001 г., Киев)
- Памятник Лесю Курбасу (2002 г., Киев)
- Памятник Михаилу Булгакову (2007 г., Киев)
- Памятник Шулявской республике (1985 г., Киев)

### Бюсты
- Бюст Олега Антонова
- Бюст Александра Шалимова
- Бюст Николая Глущенко

### Мемориальные доски
- Мемориальная доска Гришко Михаилу Степановичу (1981 г., Киев, ул. Крещатик, 15)
- Мемориальная доска Затонскому Владимиру Петровичу (1984 г., Киев, бул. Тараса Шевченко, 14)
- Мемориальная доска Волошину Максимилиану Александровичу (2007 г., Киев, бул. Тараса Шевченко, 22-24)
- Мемориальная доска Пастернаку Борису Леонидовичу (2008 г., Киев, ул. Чапаева, 9)
- Мемориальная доска Субботину Серафиму Ивановичу (1981 г., пр-т Академика Палладина, 32)
- Мемориальная доска Вертинскому Александру Николаевичу (1995 г., Киев, ул. Владимирская, 43)
- Мемориальная доска Стражеско Николаю Дмитриевичу (1992 г., Киев, ул. Владимирская, 48а)
- Мемориальная доска Параджанову Сергею Иосифовичу (1992 г., пр-т Победы, 1)
- Мемориальная доска Лесю Курбасу (1987 г., Киев, ул. Прорезная, 17)
- Мемориальная доска Пригаре Марии Аркадьевне (1990, Киев, ул. Богдана Хмельницкого, 68)
- Аннотационная доска в честь дружбы городов-побратимов — Киева и Киото (1981, Киев, ул. Киото, 19)